# Österreichischer Musikfonds
Der Österreichische Musikfonds ist eine Initiative zur Förderung professioneller österreichischer Musikproduktionen, um damit ihre Verwertung und Verbreitung zu steigern und Österreich als Kreativstandort zu stärken. Der Fonds ist als Verein in einem Public-Private-Partnership-Modell organisiert und unter dem Namen Österreichische Musikförderung im Vereinsregister eingetragen. Der Österreichische Musikfonds steht allen in Österreich lebenden musikschaffenden Urhebern, Interpreten, Musikproduzenten, Musikverlagen und Labels offen.
Der Musikfonds wird vom Bundesministerium für Unterricht, Kunst und Kultur sowie namhaften Institutionen des österreichischen Musiklebens (AKM/GFÖM, Austro Mechana/SKE-Fonds, Fachverband Film & Musik, IFPI, ÖSTIG) und ab ca. Mitte 2010 zusätzlich vom ORF finanziert und ist mit jährlich 680.000 Euro (ab ca. Mitte 2010 780.000 Euro jährlich) dotiert.

## Produktionsförderung
Seit 2020 jedoch, werden neben Alben auch Compilations unterstützt.
Das eingereichte Projekt sollte ohne Finanzierung durch den Musikfonds nicht bzw. nur in unzureichendem Umfang finanzierbar sein. Die Produktion darf zum Zeitpunkt der Förderzusage noch nicht abgeschlossen sein und darf geltende Rechte nicht verletzen.
Maßgebliche Kriterien für die Förderung der Produktion ist deren Eignung als Kulturgut mit österreichischer Prägung, die Professionalität in der Produktion und die Verwertungsmöglichkeit im In- und Ausland.
Gefördert werden maximal 50 % des Produktionsvolumens und maximal 50.000 Euro pro Produktion. Die eingebrachten Eigenmittel können (teilweise) auch in Form von bewerteten Sach- und Personalleistungen erbracht werden.
Für die Produktionsförderung kann zu jährlich festgesetzten Terminen angesucht werden. Die Förderungen werden von einer Fachjury vergeben.

## Toursupport
Darüber hinaus werden vom Fonds Live-Tourneen gefördert. Dieses Programm steht all jenen Künstlern und Bands offen, die bereits im Rahmen der Musikfonds-Produktionsförderung gefördert wurden. Die vom Musikfonds geförderte Produktion muss innerhalb der letzten zwölf Monate vor dem Tourneestart veröffentlicht worden sein. Die eingereichte Tournee muss in direktem Zusammenhang mit der geförderten Produktion stehen, d. h. vorrangig deren Promotion dienen.
Gefördert werden Live-Auftritte im Rahmen einer Tournee, die in Form von Konzerten, Festivalauftritten oder speziellen Einzelveranstaltungen (CD Release Party o. ä.) innerhalb Österreichs stattfinden, wobei unter Tournee eine Serie von Live-Auftritten  unter dem gleichen Programmtitel und innerhalb eines Zeitraums von 3 Monaten verstanden wird.
Bezuschusst werden Künstlergagen sowie Positionen, die zur Realisierung und Bewerbung der Auftritte notwendig sind (Anmietung von technischem Equipment, Technikergagen, Plakatkosten, Reisekosten  etc.). Die Bezuschussung erfolgt individuell je nach Gegebenheiten und Bedürfnissen und wird zweckgebunden und nach Aufwand abgerechnet.
Bezuschusst werden maximal 1.000 Euro pro Konzert, insgesamt maximal 10.000 Euro pro Tournee.